# Dinamo-Interros Stawropol
Dinamo-Interros Stawropol (ros. Футбольный клуб «Динамо-Интеррос» Ставрополь, Futbolnyj Kłub "Dinamo-Intierros" Stawropol) – rosyjski klub piłkarski z siedzibą w Stawropolu.

## Historia
Chronologia nazw:
- 1966-1997: Dinamo-d Stawropol (ros. «Динамо‑д» Ставрополь)
- 1998-1999: Dinamo-2 Stawropol (ros. «Динамо-2» Ставрополь)
- 2000-...: Dinamo-Interros Stawropol (ros. «Динамо-Интеррос» Ставрополь)

Klub Dinamo Stawropol został założony w 1933, a w 1966 druga drużyna pod nazwą Dinamo-d Stawropol debiutowała w turnieju rezerwistów 2.ligi Mistrzostw ZSRR. Druga drużyna występowała również w latach 1964, 1980 i 1984.
W Mistrzostwach Rosji jako Dinamo-2 Stawropol startował w sezonie 1998 w rozgrywkach spośród drużyn amatorskich.
Także w 2000 jako Dinamo-Interros Stawropol występował w rozgrywkach spośród drużyn amatorskich.

## Inne
- Dinamo Stawropol